# 中国农业银行
中国农业银行股份有限公司（简称农业银行、中農銀、農銀和农行，縮寫作 ABC）是中华人民共和国的五大国有大型商业银行之一，资产在中国银行排名第三。2014年起，金融稳定理事会连续三年将农行纳入全球系统重要性银行名单。2016年，农行在美国《财富》杂志世界500强排名中位列第29位；2018年，在全球权威杂志英国《银行家》（The Banker）杂志公布“2018年全球银行1000强”榜单中位居全球第四，一级资本为2180亿美元。

## 历史沿革

### 农业合作银行时期
中国农业银行的最早起源是1935年改名的「中國農民銀行」。1949年後，隨著中國農民銀行總行隨中華民國政府遷往台灣，中國農民銀行在中國大陸的部分資產及員工先後由中華人民共和國政府建立的农业合作银行所處置，根据彼时需要曾三次废立。
1950年12月，在中華人民共和國第二届全国金融工作会议上，北京當局讨论并通过了《筹设农业合作银行提案》。
1951年7月10日，由隶属中国人民银行领导的农业合作银行正式成立，为当时中国农村经济社会的恢复与发展提供金融服务。由于当时的农业银行仅在总行设立相关职能部门，未设立分支机构，基本上没有开展农业金融业务，基层农村金融工作仍由中国人民银行办理。因此在1952年7月，农业合作银行与中国人民银行合并。

### 第二次成立与撤销
1954年10月，为适应农业生产发展的需要，支持农业合作化运动，打击农村高利贷活动，中国人民银行总行党组向中华人民共和国国务院报送了《关于建立中国农业银行的请示报告》，与中共中央农村工作部、财政部、农业部、林业部和水利部等部门共同参与筹建农业银行。
1955年3月，国务院批准中国农业银行建立。
1957年2月，中国人民银行总行正式向国务院上报《关于将农业银行重新和人民银行合并的请示报告》，主要反映了农行在成立后出现职能划分和业务分工上与央行出现重合的问题，同年4月，农行与中国人民银行合并。

### 第三次成立与撤销
1963年10月8日，中共中央和国务院作出《中共中央、国务院关于建立中国农业银行、统一管理国家支援农业资金的决定》，该决定将原人民银行的农村金融相关工作人员划转到新的专业银行，由国务院直属独立运行，摆脱人民银行的束缚。
1963年11月9日，全国人民代表大会常务委员会通过决议，批准设立中国农业银行。
1964年11月，国务院发布《关于调整中国人民银行和中国农业银行农村基层机构的通知》，该通知根据农行成立后再次产生的职能重叠问题将农业银行与人民银行在地方的机构合并。1965年11月，与中国人民银行再次合并。

### 第四次成立
1979年2月23日，国务院以国发（1979）56号文发出《关于恢复中国农业银行的通知》，中国农业银行第四次恢复建立，此次建立的目的是围绕“四个现代化”发展农村信贷、信用合作社及农村商品经济。
1995年，中国农业银行香港分行在香港设立。

### 股份制改革
2004年起，农业银行开始着手股份制改革。直到2008年11月6日，中央汇金投资有限责任公司向农行注资1300亿元人民币等值美元（约190亿美元），注资后农行资本金达到2600亿元人民币。汇金公司将持有农行48.15%股份，与财政部并列成为农行第一大股东。
2009年1月16日，股份制改制后的中国农业银行股份有限公司正式挂牌，渣打銀行擁有12.2億股H股。
2010年7月，中國農業銀行分別於上海證券交易所發行A股及香港交易所發行H股上市，集資200億美元。A股的招股價是每股$2.7人民幣，於7月15日上市。H股的招股價是每股$2.88至$3.48港元，於7月16日上市。2018年3月12日非公開配售274.73億股A股，募集資金規模不超過1000億元人民幣，扣除相關發行費用後將全部用於補充本行的核心一級資本，是次發行的A股股票將在上交所上市。
2012年5月11日，中国农业银行发布公告称，美国联邦储备委员会及纽约金融服务局已分别批准该行设立纽约分行的申请，农行纽约分行正式获批。8月16日于纽约正式开业。
2013年農銀人壽在北京正式掛牌。
2013年，迪拜金融服務局批准中国農業銀行在中東地区阿联酋迪拜設立分行的申請。同年，在東京設立分行的申請，亦獲日本金融廳正式批准。
2018年3月28日，中国农业银行在澳门开业。

## 业务发展
早期的中国农业银行，是作为专业银行支援农村经济建设和改革。1984年6月1日，农行引进首笔来自世界银行的贷款。在1994年4月，农行向新组建的中国农业发展银行划转了绝大部分政策性业务，至此，农业银行不再以政策为主。到了1996年8月，根据国务院《关于农村金融体制改革的决定》，农行不再领导管理农村信用社，与农村信用社脱离行政隶属关系，逐渐向国有商业银行靠拢。进入21世纪后，农业银行开始进行股份制改革，并于2010年成功上市。
截至2016年末，农行位于中国大陆的分支机构共计23,682个，包括总行本部、总行营业部、3个总行专营机构，37个一级（直属）分行，365个二级分行（含省区分行营业部），3,506个一级支行（含直辖市、直属分行营业部，二级分行营业部）、19,714个基层营业机构以及55个其他机构。境外分支机构包括10家境外分行和3家境外代表处。本行拥有14家主要控股子公司，其中境内9家，境外5家。

## 历任管理层
中国农业银行行长
- 何松亭（1951年7月－1952年5月）
- 乔培新（1955年2月－1955年8月）
- 李绍禹（1955年8月－1957年5月）
- 胡景沄（1963年10月－1965年11月）
- 方皋（1979年6月－1981年7月）
- 李绍禹（1981年7月－1982年4月，再任）
- 韩雷（1982年4月－1985年6月）
- 马永伟（1985年7月－1994年6月）
- 史纪良（1994年7月－1997年10月）
- 何林祥（1997年10月－2000年2月）
- 尚福林（2000年2月－2002年12月）
- 杨明生（2003年9月－2007年7月）
- 项俊波（ 2007年7月－2009年1月）
- 张云（2009年1月－2015年12月）
- 赵欢（2016年1月－2018年9月）
- 张青松（2019年11月－2022年9月）
- 付万军（2022年12月－2023年12月）
- 王志恒（2024年6月－）